# Куп Радивоја Кораћа 2015.
Куп Радивоја Кораћа је 2015. године одржан по девети пут као национални кошаркашки куп Србије, а тринаести пут под овим именом. Домаћин завршног турнира био је Ниш у периоду од 19. до 22. фебруара 2015, а сви мечеви су одиграни у Спортском центру Чаир.

## Учесници
На завршном турниру учествује укупно 8 екипа, а право учешћа клуб може стећи по једном од три основа:
- Као учесник Јадранске лиге 2014/15. (4 екипе)
  - По овом основу пласман су обезбедили Партизан НИС, Црвена звезда Телеком, Мега Лекс и Металац Фармаком.
- Као освајач Купа КСС (1 екипа)
  - По овом основу пласман је обезбедио Вршац Свислајон.
- Као једна од три најбоље пласиране екипе на половини првог дела такмичења у Кошаркашкој лиги Србије 2014/15. (3 екипе)
  - По овом основу пласман су обезбедили Константин, Војводина Србијагас и ФМП.

## Дворана
| Ниш                  | НишКуп Радивоја Кораћа 2015. на карти Србије |
| Спортски центар Чаир | НишКуп Радивоја Кораћа 2015. на карти Србије |
| Капацитет: 4.800     | НишКуп Радивоја Кораћа 2015. на карти Србије |
|                      | НишКуп Радивоја Кораћа 2015. на карти Србије |

## Четвртфинале
Жреб парова четвртине финала Купа Радивоја Кораћа 2015. обављен је 3. фебруара 2015. у просторијама хотела „Метропол“, у Београду.
| 19. 2. 2015. 17:00 | Извештај | Металац Фармаком                                                      | 73 : 78 | Вршац Свислајон              | Спортски центар Чаир, Ниш Гледаоци: 1.500 Судије: Урош Обркнежевић, Марко Пецељ, Душко Седлар |  |
| 19. 2. 2015. 17:00 | Извештај | Четвртине: 14-13, 26-20, 15-26, 18-19                                 |         |                              | Спортски центар Чаир, Ниш Гледаоци: 1.500 Судије: Урош Обркнежевић, Марко Пецељ, Душко Седлар |  |
| 19. 2. 2015. 17:00 | Извештај | Поени: Јевтовић, Протић 11 Скокови: Јевтовић 13 Асистенције: Протић 4 |         | Давидовац 18 Апић 12 Димић 4 | Спортски центар Чаир, Ниш Гледаоци: 1.500 Судије: Урош Обркнежевић, Марко Пецељ, Душко Седлар |  |

| 19. 2. 2015. 21:00 | Извештај | Партизан НИС                                                   | 81 : 54 | Војводина Србијагас            | Спортски центар Чаир, Ниш Гледаоци: 4.400 Судије: Марко Јурас, Часлав Чукаловић, Владимир Весковић |  |
| 19. 2. 2015. 21:00 | Извештај | Четвртине: 17-11, 16-6, 32-19, 16-18                           |         |                                | Спортски центар Чаир, Ниш Гледаоци: 4.400 Судије: Марко Јурас, Часлав Чукаловић, Владимир Весковић |  |
| 19. 2. 2015. 21:00 | Извештај | Поени: Павловић 14 Скокови: 3 играча 7 Асистенције: Павловић 3 |         | Шешлија 9 Поповић 6 3 играча 2 | Спортски центар Чаир, Ниш Гледаоци: 4.400 Судије: Марко Јурас, Часлав Чукаловић, Владимир Весковић |  |

| 20. 2. 2015. 17:00 | Извештај | Мега Лекс                                                   | 92 : 85 | ФМП                             | Спортски центар Чаир, Ниш Гледаоци: 1.800 Судије: Урош Николић, Владимир Јевтовић, Иван Стефановић |  |
| 20. 2. 2015. 17:00 | Извештај | Четвртине: 22-26, 27-22, 21-21, 22-16                       |         |                                 | Спортски центар Чаир, Ниш Гледаоци: 1.800 Судије: Урош Николић, Владимир Јевтовић, Иван Стефановић |  |
| 20. 2. 2015. 17:00 | Извештај | Поени: Кешељ 28 Скокови: Мусли 13 Асистенције: Миљеновић 13 |         | Мићовић 21 Лазаревић 10 Човић 8 | Спортски центар Чаир, Ниш Гледаоци: 1.800 Судије: Урош Николић, Владимир Јевтовић, Иван Стефановић |  |

| 20. 2. 2015. 21:00 | Извештај | Црвена звезда Телеком                                         | 81 : 65 | Константин                          | Спортски центар Чаир, Ниш Гледаоци: 4.500 Судије: Милан Мажић, Бранислав Мрдак, Радош Арсенијевић |  |
| 20. 2. 2015. 21:00 | Извештај | Четвртине: 32-16, 22-14, 19-15, 8-20                          |         |                                     | Спортски центар Чаир, Ниш Гледаоци: 4.500 Судије: Милан Мажић, Бранислав Мрдак, Радош Арсенијевић |  |
| 20. 2. 2015. 21:00 | Извештај | Поени: Марјановић 15 Скокови: Митровић 6 Асистенције: Јовић 5 |         | Остојић 12 Обреновић 7 Величковић 6 | Спортски центар Чаир, Ниш Гледаоци: 4.500 Судије: Милан Мажић, Бранислав Мрдак, Радош Арсенијевић |  |

## Полуфинале
| 21. 2. 2015. 18:30 | Извештај | Вршац Свислајон                                                              | 66 : 85 | Мега Лекс                               | Спортски центар Чаир, Ниш Гледаоци: 4.500 Судије: Драган Нешковић, Саша Маричић, Александар Глишић |  |
| 21. 2. 2015. 18:30 | Извештај | Четвртине: 22-27, 15-18, 6-25, 23-15                                         |         |                                         | Спортски центар Чаир, Ниш Гледаоци: 4.500 Судије: Драган Нешковић, Саша Маричић, Александар Глишић |  |
| 21. 2. 2015. 18:30 | Извештај | Поени: Томашевић 14 Скокови: Давидовац, Томашевић 6 Асистенције: Давидовац 3 |         | Загорац 17 Јокић, Николић 6 Миљеновић 7 | Спортски центар Чаир, Ниш Гледаоци: 4.500 Судије: Драган Нешковић, Саша Маричић, Александар Глишић |  |

| 21. 2. 2015. 21:00 | Извештај | Партизан НИС                                                     | 67 : 76 | Црвена звезда Телеком           | Спортски центар Чаир, Ниш Гледаоци: 4.500 Судије: Илија Белошевић, Миливоје Јовчић, Милија Војиновић |  |
| 21. 2. 2015. 21:00 | Извештај | Четвртине: 18-26, 16-17, 16-13, 17-20                            |         |                                 | Спортски центар Чаир, Ниш Гледаоци: 4.500 Судије: Илија Белошевић, Миливоје Јовчић, Милија Војиновић |  |
| 21. 2. 2015. 21:00 | Извештај | Поени: Мачван 20 Скокови: 3 играча 5 Асистенције: Милосављевић 3 |         | Блажич 15 Митровић 7 Вилијамс 2 | Спортски центар Чаир, Ниш Гледаоци: 4.500 Судије: Илија Белошевић, Миливоје Јовчић, Милија Војиновић |  |

## Финале
| 22. 2. 2015. 17:00 | Извештај | Мега Лекс                                                    | 74 : 80 | Црвена звезда Телеком              | Спортски центар Чаир, Ниш Гледаоци: 4.500 Судије: Илија Белошевић, Миливоје Јовчић, Урош Николић |  |
| 22. 2. 2015. 17:00 | Извештај | Четвртине: 21-16, 21-19, 15-24, 17-21                        |         |                                    | Спортски центар Чаир, Ниш Гледаоци: 4.500 Судије: Илија Белошевић, Миливоје Јовчић, Урош Николић |  |
| 22. 2. 2015. 17:00 | Извештај | Поени: Миљеновић 21 Скокови: Кешељ 7 Асистенције: 3 играча 2 |         | Митровић 21 Митровић 12 Вилијамс 8 | Спортски центар Чаир, Ниш Гледаоци: 4.500 Судије: Илија Белошевић, Миливоје Јовчић, Урош Николић |  |

| Освајач Купа Радивоја Кораћа 2015. |
| ---------------------------------- |
| КК Црвена звезда 5. титула         |